# Харіберт I
Харіберт I (520 — 5 березня 567, Бордо) — король франків, правив в  561  —  567  роках, з династії Меровінгів. Старший син короля Хлотара I та Інгунди. Ім'я Харіберт походить від «Блискучий у війську».

## Королівство Харіберта
Після смерті батька, за узгодженням з братами, отримав королівство Паризьке, куди входили міста Санліс, Мелен, Шартр, Тур, Пуатьє Сент, Бордо і піренейські міста.

## Сімейні справи Харіберта
Харіберт був досить освіченою людиною, він знав латину. Однак вів і розбещений спосіб життя. У 537 році Харіберт одружився з Інгобергою, від якої мав трьох дочок: Хротільду, Бертфледу і Берту. Але в той же час він мав двох коханок із свити своєї дружини, двох сестер — Марковефу (вона була черницею) і Мерофледу. Згодом, він покинув Інгобергу і одружився з Мерофледою. Кілька років потому Мерофледа померла, і король одружився з її сестрою Марковефою (562). Таким чином, за церковними канонами він виявився винним у подвійному святотатстві, як двоєженець і як чоловік монашки. Єпископ Паризький Герман запропонував Харіберту розірвати другий шлюб, але той відмовився. За це він був відлучений від церкви, але Харіберт мало звертав на це уваги. Незабаром Марковефа померла і в 566 році Харіберт одружився з дочкою пастуха Теодегільдою, від якої він мав сина, що помер одразу після народження. Дочка Харіберта Берта (як пише папа Григорій Великий, вона була дівчиною досить освіченою) була віддана в шлюб з королем Кенту, Етельбертом I.

## Відносини з церквою

Поділ Франкської держави після смерті Хлотара I (561). Володіння Харіберта I виділені червоним

Харіберт втручався у справи церкви. Так він відновив зміщеного з єпископської кафедри в Сенті Емері. Цей Емері був поставлений ще декретом Хлотара I, без згоди митрополита, який тоді був відсутній. Митрополит Леонцій зібрав у Сенті єпископів своєї провінції, і замінив Емері Іраклієм, священиком з Бордо. Харіберт, розгніваний тим, що без його відома відсторонили єпископа обраного ще батьківською владою, відправив Іраклія в ув'язнення, і послав наближених людей, щоб оштрафувати Леонція на 1000 золотих солідів, а інших єпископів покарати кожного в залежності від їх майна, а Емері поновити в колишніх правах.

## Смерть Харіберта
5 березня 567 року Харіберт раптово помер у Бордо. Одна з його дружин, Теодегільда, захопила королівську скарбницю і, бажаючи зберегти титул королеви, відправила послів до Гунтрамну, з пропозицією взяти її за дружину. Той погодився, але, коли Теодегільда привезла до нього всю казну, він, відібравши у неї велику частину скарбів і залишивши їй трохи, відправив її в монастир в Арле. Але там вона насилу звикала до постів і нічних молитов. Через таємних послів звернулася вона до якогось гота, обіцяючи йому, що якщо він побажає відвезти її до Іспанії і одружитися з нею, то вона з радістю піде за ним з монастиря зі своїми скарбами. Він без жодних вагань обіцяв їй це. І коли вона зібрала речі і пов'язала їх, готова вийти з монастиря, її бажання випередила турботлива абатиса. Розгадавши її задум, вона наказала її сильно висікти і утримувати під вартою. Під вартою вона пробула до кінця своїх днів, переносячи чималі труднощі.
Держава Харіберта після його смерті була поділена між його братами Гунтрамном, Сигибертом I та Хільперіком I, але Париж, щоб нікого надмірно не посилювати, залишився загальним володінням.